# Station Lenglern
Station Lenglern (Bahnhof Lenglern) is een spoorwegstation in de Duitse plaats Lenglern, in de deelstaat Nedersaksen. Het station ligt aan de spoorlijn Göttingen - Bodenfelde en werd op 15 augustus 1910 geopend. In 1988 werd de halte gesloten, het stationsgebouw kwam in particuliere handen. Op 11 december 2005 werd het station heropend. Het kwam iets oostelijker te liggen dan het oude station, dichter bij het centrum van Lenglern.

## Indeling
Het station heeft één zijperron, die niet is niet overkapt maar voorzien van abri's. Het station is te bereiken vanaf de straat Mittelstraße, die onder het station doorloopt. Hierdoor is het perron alleen via een trap te bereiken en niet voor elke reiziger toegankelijk. In de straat Mittelstraße bevindt zich een parkeerterrein, fietsenstalling en een bushalte.

## Verbindingen
De volgende treinserie doet het station Lödingsen aan:
| Serie | Treinsoort                  | Route | Bijzonderheden                                                                       |
| ----- | --------------------------- | --- | ------------------------------------------------------------------------------------ |
| RB 85 | Regionalbahn (NordWestBahn) | Ottbergen – Lauenförde-Beverungen – Bodenfelde – Offensen (Kr Northeim) – Adelebsen – Lenglern – Göttingen | Oberweser-Bahn eenmaal per twee uur in het weekend, gekoppeld in Ottbergen aan RB 84 |